# 韦莱韬悦
韦莱韬悦（英語：Willis Towers Watson）是一家總部位於爱尔兰的跨国风险管理、保險經紀和咨询公司。历史可以追溯到1828年，它是世界第三大保險經紀公司。

## 总览
韦莱韬悦在140多个国家/地区開展業務，拥有超过45,000名的员工。它已加入另类投资标准委员会。

## 历史
2016年由总部位于英國伦敦的威利斯集团控股与总部位于美國弗吉尼亚州阿灵顿的韜睿惠悅兩者合并而成立。2020年3月9日怡安集团宣布以300亿美元价格收购韦莱韬悦。2021年7月27日，因美國司法部的訴訟，怡安取消和韋萊韜悅合併計劃。